# Biber-Donau-Interglazial
Das Biber-Donau-Interglazial (auch Biber-Donau-Warmzeit) ist die älteste benannte Warmzeit des Pleistozäns der Alpen. Sie liegt zwischen Biber- und Donau-Kaltzeit.

## Gliederung
Das Biber-Donau-Interglazial ist definiert als Erosionsphase, die auf die Biber-Kaltzeit folgt, und der Donau-Kaltzeit voranging. Sie wird demnach durch die Lücke zwischen den Ablagerungen repräsentiert, die den beiden Kaltzeiten zugeschrieben werden; in der Typregion der beiden Kaltzeiten also zwischen den Schottern der Staudenplatte und den Unteren Deckschottern der Zusam-Platte im Bereich der Iller-Lech-Platte. Biostratigraphisch wurde das Interglazial bisher nicht datiert und ist nur geomorphologisch anhand der Oberflächenformen eingrenzbar. Eine Typregion wurde bisher nicht angegeben.
Die Zuordnung zu den norddeutschen und niederländischen Warmzeiten ist nicht sicher. Falls die Zuordnung der Schotter der Zusam-Platte (Donau-Kaltzeit) dem Menapium der niederländischen Gliederung entsprechen, und die Schotter der Staudenplatte (Biber-Kaltzeit) dem Eburonium, dann entspricht das Biber-Donau-Interglazial dem Waal-Interglazial. Daraus ergäbe sich eine Zuordnung zum MIS 29-35, und damit ein Alter von ungefähr 1,1 bis 1,4 Millionen Jahren. Die Korrelation ist allerdings mit Problemen behaftet aufgrund der Erkenntnis, dass die entsprechenden Ablagerungen in den Niederlanden wahrscheinlich nicht durch klimatische Änderungen gesteuert wurden. Ähnliche Zweifel an klimatischen Gründen für die Biber- wie auch die Donau-Kaltzeit gibt es auch für den Alpenraum, möglich ist eine tektonische Steuerung etwa infolge von Hebungsphasen der Alpen.
Die Erkenntnis, dass sowohl Biber- wie auch Donau-Kaltzeit keine einzelne Kaltzeit darstellen, sondern wahrscheinlich mehrere Kaltzeiten, und die Tatsache, dass die Erosionsphase des Biber-Donau-Interglazials sich nicht sonderlich von ähnlichen Phasen des Altpleistozäns der Alpen abhebt, hat zu Zweifeln am Sinn der Bezeichnung ‚Biber-Donau-Interglazial‘ geführt.
Das Biber-Donau-Interglazial entspricht zumindest teilweise den schweizerischen Deckenschotter-Vergletscherungen.